# Али ибн Бувейх
Абу-л-Хасан Али ибн Бувейх (перс. ابوالحسن علی‎), известен под почётным титулом (лакабом) Имад ад-Доула (عمادالدوله — Опора державы; 892, Лахиджан, Гилян — 11 декабря 949, Шираз) — старший из трёх братьев Буидов (Бувейхидов), пришедших к власти в Западном Иране и основавших династию Буидов. Али правил в Джибале с 320 г. х. (932 года) и в Парсе с 322 г. х. (934 года) в качестве главы семьи. Приход к власти Буидов является частью возвышения дейлемитов («иранского интермеццо»), которое характеризовало X век.

## Биография
Родился около 281 г. х. (894—895). Буиды были родом из Дейлема, региона, расположенного к югу от Каспийского моря. Али, Хасан и Ахмед были сыновьями Абу Шуджа Бувейха (вероятно, довольно низкого происхождения, несмотря на попытки более поздних восхвалителей дать им царскую генеалогию). Они были наёмными военачальниками у местных саманидских правителей, сначала у вождя дейлемитов Макана ибн Каки (ум. 940), потом у Мардавиджа. Способности Али обеспечили ему пост наместника в Кередже и Мах ал-Басре (Нехавенде), то есть в области Курдистане к югу от Хамадана. Получив расширенный доступ к финансовым ресурсам, Али начал вербовать и собирать вокруг себя наемников-дейлемитов, что неизбежно вызвало подозрения у Мардавиджа. Он временно захватил Исфахан, но, не в силах удержать его, двинулся в Парсу и взял столицу Шираз, а затем Арраджан у Якута, наместника аббасидского халифа Ради. Затем он получил от Ибн Муклы, визиря Ради права на управление Парсой в шаввале 322 г. х. (сентябре-октябре 934). Однако он не был достаточно силён, чтобы противостоять Мардавиджу, и ему пришлось просить мира, отправив в заложники своего младшего брата Хасана. Спасло Али то, что свои тюркские гулямы убили Мардавиджа в Исфахане в сафаре 323 г. х. (январе 935). Али, вероятно, не участвовал в заговоре.
Братья Буиды стали наследниками эфемерной империи Мардавиджа в северном и центральном Иране, ведя переговоры с различными местными правителями или побеждая их. Хасан правил в Рее и Джибале, Али в Парсе, которая стала ядром династических государств дейлемитов Буидов. Али послал Ахмеда в 324 г. х. (396) захватить Керман, откуда он быстро перебрался в Ахваз (Хузестан). 
Хотя у трёх братьев было сильное чувство идентичности клана дейлемитов и семейной солидарности, каждый из них был полон решимости преследовать свои личные интересы и не был расположен проводить единую династическую политику Буидов. Именно Ахмед со своей базы в Хузестане воспользовался соперничеством халифских наместников в Нижнем Ираке, таких как Ибн Раик и Баджкам и в джумада аль-уле 334 г. х. (декабре 945) Ахмед вошёл в Багдад. После этого аббасидский халиф аль-Мустакфи Биллах даровал братьям лакабы, под которыми они известны: Рукн ад-Даула (Столп державы) — Хасану, Муизз ад-Даула (Укрепляющий державу) — Ахмеду и Имад ад-Даула (Опора державы) — Али. Братья сохранили халифат, но вся власть принадлежала буидскому главнокомандующему (амир аль-умара), титул и должность которого получил Муизз ад-Даула. Однако, на самом деле Муизз ад-Даула явно больше зависел от своего старшего брата, чем Рукн ад-Даула. Имад ад-Даула был главой семьи и его самого называли амир ал-умара, а после его смерти титул достался Рукн ад-Даула. Титул появился на монетах, которые Имад ад-Даула чеканил в Парсе в 336—337 гг. х. (947—949), а на монетах Буидов, отчеканенных в Ираке, имена Имад ад-Даула и Муизз ад-Даула всегда вместе. Ибн Мискавейх в описании событий 326 г. х. (937—938) называет Али как амир-и кабир («Великий эмир»). Когда Муизз ад-Даула и Имад ад-Даула встретились в Арраджане весной 336 г. х. (948), первый поцеловал землю перед Имад ад-Даула и отказался сесть в его присутствии из чувства смирения и подчиненного положения. Халиф остался олицетворением верховного религиозного авторитета для мусульман-суннитов Азии.
Имад ад-Даула умер в Ширазе в джумада аль-уле 338 г. х. (11 ноября 949 года) в возрасте 57 лет и был похоронен в гробнице, которая стала мавзолеем династии Буидов. У него не было наследников и последние годы Имад ад-Даула занимался обеспечением преемственности власти своему малолетнему племяннику Адуд ад-Даула, сыну Рукн ад-Даула. Опасаясь претензий других вождей дейлемитов на трон, он арестовал некоторых из них перед прибытием Азуд ад-Даула из двора в Рее. Однако, сразу после смерти Имад ад-Даула Азуд ад-Даула столкнулся с восстанием в Ширазе, и его положение упрочилось только после прибытия визиря Муизз ад-Даула из Ирака и Рукн ад-Даула из Рея.
Классические источники сообщают в общепринятых терминах о щедрости и государственной мудрости Имад ад-Даула, но чёткого представления о нём как о личности не возникает и многие детали его биографии остаются неясными. Однако ясно, что его следует рассматривать как настоящего основателя власти Буидов, а более поздних представителей династии, таких как Рукн ад-Даула и Азуд ад-Даула, как укрепивших его работу.